# Zineb
Zineb és un fungicida i és un complex polimèric de zinc, d'on deriva el seu nom, amb el lligand aniònic etilè bis (ditiocarbamat).
Inclou el control del mildiu i rovell de les plantes. Als Estats Units ja no es fa servir, però sí en molts altres països.
El seu ús no dona lloc a l'aparició del fenomen de resistència. La presència del zinc contribueix a suplir alguna eventual deficiència en aquest element. El seu color blau característic permet veure a simple vista la qualitat de la polvorització.

## Aplicació
En cítrics contra l'antracnosi en dosis 120-250 grams per hectolitre.
En vinya contra la Peronospora; antracnosis i apodridures grisa i negra a dosi de 300 g/hl
Hortalisses contra diverses malalties a dosis de 180-300 g/hl.
Els temps de carència des que es tracta fins que es cull és de 7 a 15 dies en hortalisses, de 10 dies en vinya i cítrics i de 35 a 40 dies en fruits de pinyol.